# Bathippus montrouzieri
Bathippus montrouzieri là một loài nhện trong họ Salticidae.
Loài này thuộc chi Bathippus. Bathippus montrouzieri được Hippolyte Lucas miêu tả năm 1869.

## Hình ảnh